# ユニバーサル・スタジオ・ジャパンのエンターテイメントの一覧
ユニバーサル・スタジオ・ジャパンのエンターテイメントの一覧（ユニバーサル・スタジオ・ジャパンのエンターテイメントのいちらん）は現在、現在ユニバーサル・スタジオ・ジャパンで開催されているショーやパレードをまとめたものである。
過去に公演が終了したショーやパレードについては、「ユニバーサル・スタジオ・ジャパンで終了したエンターテイメントの一覧」を参照。

## ハリウッド・エリア

### パワー・オブ・ロック
| パワー・オブ・ロック Power of Rock | パワー・オブ・ロック Power of Rock |
| ---------------------------------- | ---------------------------------- |
| 開始日                             | 2025年3月7日                       |
| 開催場所                           | メルズ・ステージ                   |
| タイプ                             | ストリート・ショー                 |

『パワー・オブ・ロック』（英: Power of Rock）は、『ハリウッド・エリア』のメルズ・ステージで開催予定のストリート・ショー。

実力派シンガーが登場し、迫力のあるロックナンバーのパフォーマンスを披露する。

### ミニオン・グリーティング ～レディ・トゥ・ロック！～
| ミニオン・グリーティング ～レディ・トゥ・ロック！～ Minion Greetings ~ Ready to Rock! ～Minion Greetings ~Minion Greetings | ミニオン・グリーティング ～レディ・トゥ・ロック！～ Minion Greetings ~ Ready to Rock! ～Minion Greetings ~Minion Greetings |
| --- | --- |
| 開始日 | 2025年4月10日 |
| 開催場所 | キャノピー下 |
| タイプ | ストリート・ショー |

『ミニオン・グリーティング ～レディ・トゥ・ロック！～』（英: Minion Greetings ~ Ready to Rock! ～Minion Greetings ~Minion Greetings）は、『ハリウッド・エリア』のキャノピー下で開催予定のストリート・ショー。

ロックな音楽と衣装に身を包んだミニオンたちが登場し、ゲストを出迎えてふれあうことができるグリーティングとなっている。

## ニューヨーク・エリア

### メルティング・ポット
| メルティング・ポット Melting Pot | メルティング・ポット Melting Pot |
| -------------------------------- | -------------------------------- |
| 開始日                           | 2025年3月21日                    |
| 開催場所                         | ニューヨーク・エリア             |
| タイプ                           | ストリート・ショー               |

『メルティング・ポット』（英: Melting Pot）は、『ニューヨーク・エリア』で開催予定のストリート・ショー。

N.Y.の街角を舞台に、音とダンスが融合したユニークなセッションが繰り広げられるパフォーマンスとなっている。

## ウィザーディング・ワールド・オブ・ハリー・ポッター

### トライウィザード・スピリット・ラリー
| トライウィザード・スピリット・ラリー Triwizard Spirit Rally | トライウィザード・スピリット・ラリー Triwizard Spirit Rally |
| ----------------------------------------------------------- | ----------------------------------------------------------- |
| 開始日                                                      | 2014年7月15日                                               |
| 開催場所                                                    | パフォーマンスステージ                                      |
| 開催時間                                                    | 1日5回程                                                    |
| タイプ                                                      | ストリート・エンターテイメント                              |
| 所要時間                                                    | 約10分                                                      |

『トライウィザード・スピリット・ラリー』（英: Triwizard Spirit Rally）は、『ウィザーディング・ワールド・オブ・ハリー・ポッター』内のパフォーマンスステージで開催されるストリート・エンターテイメント。

三大魔法学校対抗試合のためにホグワーツ魔法魔術学校へ来校したダームストラング専門学校とボーバトン魔法アカデミーの生徒たちが、それぞれの学校の特徴を活かしたパフォーマンスを披露する。ダームストラングの生徒による力強いアクションと、ボーバトンの生徒による優雅な演技が見どころとなっている。

### フロッグ・クワイア
| フロッグ・クワイア Frog Choir | フロッグ・クワイア Frog Choir  |
| ----------------------------- | ------------------------------ |
| 開始日                        | 2014年7月15日                  |
| 開催場所                      | パフォーマンスステージ         |
| 開催時間                      | 1日5回程                       |
| タイプ                        | ストリート・エンターテイメント |
| 所要時間                      | 約10分                         |

『フロッグ・クワイア』（英: Frog Choir）は、『ウィザーディング・ワールド・オブ・ハリー・ポッター』内のパフォーマンスステージで開催されるストリート・エンターテイメント。
ホグワーツ魔法魔術学校の生徒たちが、それぞれの寮のローブを身にまとい、大きなカエルとともに美しいハーモニーを奏でる合唱パフォーマンスを披露する。

また、クリスマスイベント期間中には、『ハリー・ポッター』シリーズに登場する魔法界のクリスマス・ソングなどが演奏される特別バージョンが上演される。

### ワンド・スタディ
| ワンド・スタディ Wand Studies | ワンド・スタディ Wand Studies                 |
| ----------------------------- | --------------------------------------------- |
| 開始日                        | 2016年4月13日 2023年2月14日より当面の間休止中 |
| 開催場所                      | パフォーマンスステージ                        |
| 開催時間                      | 1日5回程                                      |
| タイプ                        | ストリート・エンターテイメント                |
| 所要時間                      | 約10分                                        |

『ワンド・スタディ』（英: Wand Studies）は、『ウィザーディング・ワールド・オブ・ハリー・ポッター』内のパフォーマンスステージで開催されるストリート・エンターテイメント。
ホグワーツ魔法魔術学校の4寮の生徒たちが、一人前の魔法使いになるために魔法のかけ方を練習する様子が描かれ、ゲストはその様子を見守るだけでなく、時には手伝うこともできる参加型のショーとなっている。

ショーは、“マジカル・ワンド”を使った体験型アトラクション「ワンド・マジック」と同日にオープン。オープン前日には、広瀬アリスと広瀬すずが出席するオープニングセレモニーが開催された。

## ミニオン・パーク

### ミニオン・グリーティング
| ミニオン・グリーティング Minions Greeting | ミニオン・グリーティング Minions Greeting |
| ----------------------------------------- | ----------------------------------------- |
| 開始日                                    | 2017年4月21日                             |
| 開催場所                                  | ミニオン・パーク                          |
| 開催時間                                  | 随時開催                                  |
| タイプ                                    | ストリート・ショー                        |

『ミニオン・グリーティング』（英: Minions Greeting）は、『ミニオン・パーク』で開催されるグリーティング。ミニオンズやグルーが登場し、ゲストと触れ合うことができる。

また、イースター、ハロウィーン、クリスマスなどのシーズナルイベントに合わせて、キャラクターの衣装が特別仕様に変わる。

## ユニバーサル・ワンダーランド

### ユニバーサル・ワンダ－ランド・ レッツ・ロック・トゥギャザー！
| ユニバーサル・ワンダ－ランド・レッツ・ロック・トゥギャザー！ Universal Wonderland Let's Rock Together! | ユニバーサル・ワンダ－ランド・レッツ・ロック・トゥギャザー！ Universal Wonderland Let's Rock Together! |
| --- | --- |
| 開始日                                                                                                 | 2025年3月7日                                                                                           |
| 開催場所                                                                                               | ユニバーサル・ワンダーランド                                                                           |
| タイプ                                                                                                 | ストリート・ショー                                                                                     |

『ユニバーサル・ワンダ－ランド・ レッツ・ロック・トゥギャザー！』（英: Universal Wonderland Let's Rock Together!）は、『ユニバーサル・ワンダーランド』の各所で開催予定のストリート・ショー。
季節ごとのロックミュージックに合わせて、セサミストリート、ピーナッツ、ハローキティのキャラクターたちと一緒に盛り上がることができる。
開催場所は以下の通り。
- ピーナッツ：「フライング・スヌーピー」前
- ハローキティ：「ハローキティのリボン・コレクション」前
- セサミストリート：「エルモのイマジネーション・プレイランド」前

## スーパー・ニンテンドー・ワールド

### ミート&グリート
「スーパーマリオ・ランド」では、マリオ、ルイージ、ピーチ姫、キノピオに、「ドンキーコング・カントリー」ではドンキーコングに会うことができる。
- キノピオ：「ヨッシー・アドベンチャー」入り口付近などで随時登場[15]。
- マリオ＆ルイージ：「スーパーマリオ・ランド」中央で実施される「マリオ＆ルイージ・フォト・オポチュニティ」の一環として登場[15]。
- ピーチ姫：ピーチ城前のガゼボで実施される「プリンセスピーチ・フォト・オポチュニティ」の一環として登場[15]。
- ドンキーコング：「ドンキーコング・フォト・オポチュニティ」の一環として、ドンキーコングの家の前で登場[16]。

また、「パワーアップバンド」を持っていると、キャラクターと触れ合うことで専用のスタンプを獲得できる。